# 7068 Minowa
7068 Minowa è un asteroide della fascia principale. Scoperto nel 1994, presenta un'orbita caratterizzata da un semiasse maggiore pari a 2,2193060 UA e da un'eccentricità di 0,0883208, inclinata di 6,28570° rispetto all'eclittica.